# Strachoń
Strachoń – wieś w Polsce położona w województwie kujawsko-pomorskim, w powiecie lipnowskim, w gminie Dobrzyń nad Wisłą przy drodze wojewódzkiej nr 562.
W latach 1975–1998 miejscowość administracyjnie należała do województwa włocławskiego.